# Parafia Matki Bożej Wspomożenia Wiernych w Dobczycach
Parafia Matki Bożej Wspomożenia Wiernych w Dobczycach – parafia rzymskokatolicka należąca do dekanatu Dobczyce archidiecezji krakowskiej. Została utworzona w 1225. Kościół parafialny wybudowany w 1949. Mieści się przy ulicy Kościelnej.